# John Fahey
John Fahey (Takoma Park, 28 de fevereiro de 1939 – Salem de 22 de fevereiro, 2001) era um guitarrista norte-americano. Foi considerado o 78º melhor guitarrista de todos os tempos pela revista norte-americana Rolling Stone.